# Грунтова хвиля
Грунтові хвилі — радіохвилі, що поширюються паралельно поверхні Землі та поруч із нею, слідуючи кривизні Землі. Таке випромінювання відоме, як поверхнева хвиля Нортона або точніше земна хвиля Нортона, оскільки земні хвилі під час поширення радіохвиль не обмежуються поверхнею.

## Огляд
Радіохвилі низьких частот (нижче 3 МГц) ефективно поширюються як ґрунтові хвилі. У номенклатурі ITU це включає (послідовно): середню частоту (MF), низьку частоту (LF), дуже низьку частоту (VLF), ультранизьку частоту (ULF), наднизьку частоту (SLF), надзвичайно низьку частоту (ELF).
Поширення паралельно поверхні Землі працює, оскільки хвилі нижчої частоти сильніше дифрагують навколо перешкод через їхню велику довжину, що дозволяє їм слідувати за кривизною Землі. Грунтові хвилі поширюються у вертикальній поляризації, їх магнітне поле горизонтальне, а електричне поле (близьке до) вертикальне.
Провідність поверхні впливає на поширення ґрунтових хвиль, причому поверхні з більшою провідністю, такі як морська вода, забезпечують краще поширення. Збільшення провідності на поверхні призводить до меншого розсіювання. Показники заломлення піддаються просторовим і часовим змінам. Оскільки земля не є ідеальним провідником електрики, грунтові хвилі послаблюються слідуючи земній поверхні. Хвилі спочатку вертикальні, але земля, діючи як діелектрик із втратами, змушує хвилю нахилятися вперед під час її руху. Це спрямовує частину енергії в землю, де вона розсіюється, тому сигнал експоненціально зменшується.

## Прикладне застосування
Більшість міжміського низькочастотного «довгохвильового» радіозв’язку (між 30 кГц і 300 кГц) є результатом поширення ґрунтових хвиль. Радіомовлення на середніх хвилях (частоти від 300 кГц і 3000 кГц), включно з AM-мовленням, поширюються, як ґрунтові хвилі, так і, на більші відстані вночі, як хмарні хвилі. Втрати на землі стають меншими на нижчих частотах, що значно збільшує охоплення АМ радіостанцій, які використовують нижню частину діапазону. Частоти VLF і LF в основному використовуються для військового зв'язку, особливо з кораблями й підводними човнами. Що нижча частота, то краще хвилі проникають у морську воду. Хвилі ELF (нижче 3 кГц) навіть використовувалися для зв’язку з глибоко зануреними підводними човнами.
Грунтові хвилі використовувалися в загоризонтному радарі, який працює переважно на частотах від 2 до 20 МГц над морем, яке має достатньо високу провідність, щоб передавати хвилі на прийнятну відстань (до 100 км і більше; загоризонтний радар також використовує розповсюдження хвиль на набагато більші відстані). При розвитку радіо широко використовувалися ґрунтові хвилі. Ранні комерційні та професійні радіопослуги покладалися виключно на довгі хвилі, низькі частоти та поширення ґрунтових хвиль. Щоб запобігти перешкодам для цих служб, аматорські та експериментальні передавачі були обмежені високими частотами (англ. High frequency), які вважалися марними, оскільки їхній діапазон був обмеженим. Після виявлення інших режимів розповсюдження, можливих на частотах середніх і коротких хвиль, переваги високих частот для комерційних і військових цілей стали очевидними. Після того, аматорські експерименти обмежувалися лише дозволеними частотами у відповідному діапазоні.